# Градимир Миловановић
Градимир Миловановић  (Зоруновац, 2. јануар 1948) српски је математичар, дописни члан САНУ од  2006. године а редовни од 2012. године и редовни професор Електронског факултета Универзитета у Нишу од 1986. године. Од 30.10.2014. године је професор универзитета у пензији.

## Биографија
Рођен је 2. јануара 1948. године у Зоруновцу, од мајке Вукадинке (Савић) Миловановић и оца Вукашина Миловановића, Општина Књажевац. У Зоруновцу је завршио основну школу а у Књажевцу средњу школу, гимназију природно-математичког смера. На Електронском факултету у Нишу дипломирао је 1971. године (Смер Обраде података) и стекао звање дипломирани инжењера електронике и рачунарства. Последипломске студије из области примењене математике завршио је 1974. године, одбранивши магистарски рад „О неким итеративним методама за убрзавање конвергенције итеративних процеса у Банаховом простору“. Године 1975. Одбранио је докторску дисертацију под називом „О неким функционалним неједнакостима“ и стекао научни степен доктора наука.

## Каријера
Након дипломирања (1971.г.) изабран је за асистента при Катедри за обраду података а 1974.г. за асистента при Катедри за математику Екетронског факултета у Нишу. На Електронском факултету у Нишу изабран је за доцента 1976. године, за ванредног професора 1982.г. а за редовног професора 1986.г.
Био је декан Електронског факултета 2002.-2004.г, ректор Универзитета у Нишу 2004.-2006.г., ректор „Факултета за компјутерске науке Мегатренд универзитета“ 2008.-2011.г., члан Математичког института САНУ у Београду од 2011.г., члан одбора Математичког друштва Србије (2003.-2006), председник Научног већа Математичког института при САНУ, потпредседник Научног друштва Србије (2006.-2010) и предсдник Научног одбора за математику, рачунарске науке и механику. Члан је неколико међународних научних удружења.
Организовао је 4 међународне научне конференције и више пута био члан организационих и програмских комитета научних скупова.
Руководио је израдом следећих научних пројеката:
- Савремени проблеми математике
- Методи и модели у теоријској, индустријској и примењеној математици
- Примењени ортогонални системи, конструктивне апроксимације и нумерички методи

## Научни радови
Објавио је преко 300 научних радова и написао пет монографија и 22 уџбеника из области математике. Сарађивао је са многим домаћим и светским математичким часописима и био члан редакције у неколико стручних часописа-едиција.
Као гост, учесник или предавач боравио је више пута у најразвијенијим научним центрима у: САД, Италији, Немачкој, Француској, Великој Британији, Шпанији, Пољској, Данској, Норвешкој, Турској, Бугарској, Румунији.

## Доприноси у науци
Главни доприноси професора Миловановића у науци односно математици односе се на области: апроксимација, нумеричке анализе, теорије ортогоналности и екстремних проблема:
- Увођење нових концепата ортогоналности у реалним и комплексним доменима
- Конструкција С-ортогоналних полинома и квадратуре са вишеструким чворовима
- „Сплајна“ апроксимације које очувавају максимални моменат апроксимирајуће функције
- Контрукција квадратурних процеса максималног степена тачности
- Брзи сумациони процеси засновани на примени квадратура
- Нови приступи у теорији ортогоналних Минцових система
- Екстремни проблеми са алгебарским и тригонометријским полиномима [2]

## Чланство у стручним удружењима
- Научно друштво Србије
- Друштво математичара Србије
- Америчко математичко друштво са седиштем у Провиденсу, САД („American Mathematical Society“)
- Друштво за индустријску и примењену математику са сдиштем у Пенсилванији, САД („Society for Industrial and Applied Mathematics“)
- Друштво за примењену математику и механику са седиштем у Цириху, Швајцарска („Gesellschaft für Angewandte Mathematik und Mechanik“)
- Француско математичко друштво („Société Mathématique de France“)

## Књиге и научни радови
Поред већег броја уџбеника научних радова из области математике наводимо следеће научне радове-књиге:
- „О неким итеративним методама за убрзавање конвергенције итеративних процеса у Банаховом простору“ (магистарски рад)
- „О неким функционалним неједнакостима“ (Докторска дисертација).
- „Теме у полиномима: екстремни проблеми, неједнакости, нуле“
- „Тезе о најновијем напредку у неједнакостима“ [2]

## Признања и награде
- Годишња награда Универзитета у Нишу (1985)[1]
- Награда Ниша за допринос у развоју науке (1995)[1]
- Златна плакета Универзитета у Нишу (1995)[1]
- „Монографија у част Градимира Миловановића“ издата од стране међународне издавачке компаније „Springer‒Verlag“ из Луксембурга (2011)[1]
- Годишња награда града Београда у области природнихи техничких наука (2015)[1]
- Признање Међународне медитеранске научне конференције чисте и примењене математике у Анталији, Турска, (2018)  [4]